# Мексико на Светском првенству у атлетици на отвореном 2019.
Мексико је на 17. Светском првенству у атлетици на отвореном 2019. одржаном у Дохи од 27. септембра до 6. октобра учествовао седамнаести пут, односно учествовао је на свим првенствима до данас. Репрезентацију Мексика представљало је 11 такмичара (8 мушкараца и 3 жене) који су се такмичили у 7 дисциплине (5 мушких и 2 женске)., 
На овом првенству такмичари Мексика нису освојили ниједну медаљу нити су остварили неки резултат.

## Учесници
| Мушкарци: - Фернандо Вега — 400 м препоне - Хулио Сезар Салазар — 20 км ходање - Хосе Лејвер — 20 км ходање - Карлос Санчез Кантера — 20 км ходање - Орасио Нава — 50 км ходање - Исак Палма — 50 км ходање - Узиел Муњоз — Бацање кугле - Дијего дел Реал — Бацање кладива | Жене: - Паола Моран — 400 м - Валерија Ортуно — 20 км ходање - Ilse Guerrero — 20 км ходање |  |

## Резултати

### Мушкарци
| Атлетичар             | Дисциплина     | Лични рекорд | Квалификације     | Квалификације     | Полуфинале | Полуфинале | Финале                | Финале       | Детаљи |
| Атлетичар             | Дисциплина     | Лични рекорд | Резултат          | Место             | Резултат   | Место      | Резултат              | Место        | Детаљи |
| --------------------- | -------------- | ------------ | ----------------- | ----------------- | ---------- | ---------- | --------------------- | ------------ | ------ |
| Фернандо Вега         | 400 м препоне  | 49,32 НР     | 49,95(.949) кв    | 6. у гр. 1        | 49,96      | 6. у гр. 3 | Није се квалификовао  | 18 / 44 (49) |        |
| Хулио Сезар Салазар   | 20 км ходање   | 1:20:24      |                   |                   |            |            | 1:33:02               | 20 / 40 (53) |        |
| Хосе Лејвер           | 20 км ходање   | 1:21:08      | Дисквалификован   | Дисквалификован   |            |            |                       |              |        |
| Карлос Санчез Кантера | 20 км ходање   | 1:20:39      | Није завршио трку | Није завршио трку |            |            |                       |              |        |
| Орасио Нава           | 50 км ходање   | 3:42:51      | 4:24:16           | 18 / 28 (46)      |            |            |                       |              |        |
| Исак Палма            | 50 км ходање   | 3:49:39      | Није завршио трку | Није завршио трку |            |            |                       |              |        |
| Узиел Муњоз           | Бацање кугле   | 20,86        | 19,06             | 18. у гр. Б       |            |            | Нису се квалификовали | 34 / 35 (36) |        |
| Дијего дел Реал       | Бацање кладива | 77,49 НР     | 73,15             | 10. у гр. А       | 21 / 31    |            | Нису се квалификовали |              |        |

### Жене
| Атлетичарка     | Дисциплина   | Лични рекорд | Квалификације | Квалификације | Полуфинале | Полуфинале | Финале                | Финале       | Детаљи |
| Атлетичарка     | Дисциплина   | Лични рекорд | Резултат      | Место         | Резултат   | Место      | Резултат              | Место        | Детаљи |
| --------------- | ------------ | ------------ | ------------- | ------------- | ---------- | ---------- | --------------------- | ------------ | ------ |
| Паола Моран     | 400 м        | 51,02        | 51,58 КВ      | 3. у гр. 6    | 51,08      | 4. у гр. 1 | Није се квалификовала | 9 / 47 (48)  |        |
| Валерија Ортуно | 20 км ходање | 1:31:48      |               |               |            |            | 1:43:51               | 32 / 39 (45) |        |
| Ilse Guerrero   | 20 км ходање | 1:30:54      | 1:46:32       | 37 / 39 (45)  |            |            |                       |              |        |